# Revskär
Revskär är en ö och en ögrupp ca en nautisk mil väster om Torö i Torö socken i Nynäshamns kommun.
Öarna är kala och bergiga med endast sparsamt med vegetation. Ett undantag är ön Kolguskär som huvudsakligen består av sand. Kolguskär är också den enda ön som inte ingår i Revskärs naturreservat, då den tillhör Askö skjutfält.
Revskär har tidigare lydd under Herrhamra. Här bodde en familj fram till 1913. Bostadshuset som uppfördes i slutet av 1800-talet finns ännu bevarat. En stuga som enligt traditionen skall ha bevarats i samband med att ryssarna brände bebyggelsen 1719 revs i början av 1900-talet.